# Fyzikální veličina
Fyzikální veličina je, jako každá veličina, určitá vlastnost jevu, tělesa nebo látky, která má danou velikost, jež může být vyjádřena jako číslo a reference. Lze ji tedy změřit nebo s ní počítat. Na rozdíl od technických a kvalimetrických veličin jsou fyzikální veličiny definovány obecně, tj. nezávisle na metodice měření, zpravidla vztahem k jiným fyzikálním veličinám. Zpravidla popisují objektivní vlastnosti; v případech, kdy se zabývají vlastnostmi danými subjektivním vnímáním, jsou tyto vlastnosti objektivizovány konkrétní přesně stanovenou závislostí na vlastnosti objektivní (např. u fotometrických a vybraných akustických či dozimetrických veličin).
Fyzikálním veličinám přiřazujeme určitou hodnotu (velikost). Hodnota dané veličiny je udávána prostřednictvím srovnání s pevně zvolenou hodnotou veličiny stejného druhu, kterou volíme za měřicí jednotku. Číselná hodnota fyzikální veličiny je závislá na volbě měřicí jednotky, kterou nazýváme jednotka (fyzikální veličiny).
Hodnotu (velikost) dané fyzikální veličiny X vyjadřujeme vždy její číselnou hodnotou {X} a jednotkou [X], což formálně zapisujeme ve tvaru
{\displaystyle X=\{X\}[X]},
např. m = 123 kg, d = 12 m apod.

## Veličiny extenzivní, intenzivní aprotenzivní
Podle svého charakteru mohou být fyzikální veličiny extenzivní, intenzivní či protenzivní.
Veličiny extenzivní vznikly jako doplnění pouhého množství (vyjádřeného číselným počtem) o vyjádření kvality dané vlastnosti pomocí jednotky. Patří k historicky nejdříve používaným veličinám. Aby se s nimi mohlo počítat jako s číselným počtem, musí být aditivní. To znamená, že celková hodnota dané extenzivní veličiny určitého systému je rovna součtu hodnot této veličiny myšlených nebo skutečných částí tohoto systému. Typickými zástupci extenzivních veličin jsou geometrické charakteristiky (míry) prostoru (délka, obsah plochy, objem), času (doba trvání, perioda apod.) a veličiny vyjadřující množství určité látky (hmotnost, látkové množství, elektrický náboj). Patří sem i energetické charakteristiky systému (vnitřní energie a jiné termodynamické potenciály) a další veličiny, pro které se formulují zákony zachování.
Díky aditivnosti lze zpravidla extenzivní veličiny měřit přímo, tedy zjišťovat, kolikrát se určitý etalon měření vejde do měřené vlastnosti systému. Podobně lze i vzájemně srovnávat dvě extenzivní veličiny stejného charakteru.
Pojem aditivnosti se s rostoucím fyzikálním poznáním rozšiřoval, jeho modernějším příkladem je i princip superpozice pro různá fyzikální silová působení. S nástupem teorie relativity se však změnil náhled na aditivnost prostoru a časového trvání (doby) i na superpozici silových působení; v relativistickém pojetí se skládání původně jednoduše aditivních veličin řídí složitějšími pravidly, přesto jsou nadále označovány jako extenzivní.
Druhou základní skupinou jsou veličiny intenzivní. Pro ně platí, že po myšleném nebo skutečném rozdělení fyzikálního systému na části budou mít tyto části danou intenzivní veličinu o stejné hodnotě, jako měl nerozdělený systém (přinejmenším v okamžiku bezprostředně po rozdělení). Takové veličiny nelze skládat, spojením dvou systémů s rozdílnou hodnotou dané veličiny nevznikne systém, jenž bude mít hodnotu této veličiny rovnu součtu hodnot v obou systémech před spojením. Naopak spojením dvou částí se stejnou hodnotou bude mít tuto hodnotu i sloučený systém – proto bývají intenzivní veličiny často měřítkem či indikátorem rovnováhy (teplota, tlak) nebo lokálních vlastností látky bez ohledu na její množství (hustota, hustota elektrického náboje, charakteristiky složení směsí jako koncentrace, molární zlomek apod.).
Právě pro vyjádření lokálních vlastností bez ohledu na velikost systému či množství látky se k mnohým extenzivním veličinám vytvářejí jejich intenzivní protějšky tak, že se extenzivní vlastnost vztáhne na jednotkovou prostorovou (včetně plošné či délkové) míru či jednotkovou míru množství látky (tj. definuje se jako podíl či derivace těchto veličin).
Pro intenzivní veličiny neexistuje nějaké přímé měřítko ve smyslu etalonu, se kterým by bylo možno nakládat tak jednoduše jako v případě veličin extenzivních. Proto je nutno takové veličiny měřit nepřímo – buďto prostřednictvím jednoznačně přiřaditelné veličiny extenzivní (například rtuťovým teploměrem se měří teplotu na základě určení objemu rtuti, která se s rostoucí teplotou roztahuje). Lze také využít vlastnosti rovnováhy, tedy porovnávat danou hodnotu intenzivní veličiny jakožto indikátoru rovnováhy s hodnotou referenčního systému připojenému k systému měřenému – zůstane-li spojený systém v rovnováze, hodnoty intenzivní charakteristiky této rovnováhy jsou si rovny (takto se využívá jako etalon Mezinárodní teplotní stupnice).
U některých veličin závisí na způsobu nahlížení, zda ji chápat jako extenzivní či intenzivní. Např. hustota elektrického proudu je z hlediska rozložení proudu v průřezu vodiče veličinou intenzivní, z hlediska zdrojů proudu veličinou extenzivní – při připojení více zdrojů na stejný vodič je hustota elektrického proudu dána superpozicí hustot od jednotlivých zdrojů. Podobně výkon je z hlediska časového trvání přenosu či přeměny energie veličinou intenzivní (nemění-li se v čase vlastní proces přeměny/přenosu energie, pak je výkon stejný, i když se bude měřit dvojnásobnou dobu); naopak z pohledu přenášené energie je výkon veličinou extenzivní – budou-li energií do procesu přispívat dvě části systému, bude výsledný výkon (aspoň v rámci klasické fyziky) dán jejich součtem.
Speciální kategorie se zavádí pro čas ve smyslu čas daného okamžiku (nikoli pro dobu trvání, která je veličinou extenzivní). Čas neustále plyne a pro tuto jeho zvláštnost se označuje jako veličina protenzivní. O protenzivní veličině nelze hovořit ani jako o extenzivní (není co skládat) ani o intenzivní – protenzivní veličina se trvale spojitě mění a nelze ji zpětně reprodukovat.

## Skaláry, vektory atenzory
U některých veličin potřebujeme k vyjádření dané vlastnosti více číselných hodnot (složek), neboť vlastnost je závislá na orientaci v prostoru (vzhledem ke zvoleným směrům souřadného systému).
Fyzikální veličiny podle toho dělíme na následující základní typy:
- Skalární veličiny (tj. skaláry) jsou určeny svou velikostí a jednotkou, přičemž nezávisí na volbě souřadné soustavy, v níž je daná veličina měřena. Příklad: hmotnost, elektrický náboj.

- Vektorové veličiny (tj. vektory) jsou určeny svou velikostí, jednotkou a směrem. Vektory můžeme také chápat jako jisté rozšíření pojmu fyzikální veličina na uspořádanou n-tici číselných hodnot se stejnou jednotkou, kde n značí počet tzv. složek. Pro určení směru je totiž potřeba udat tolik složek, jako je počet os souřadné soustavy. Ve složkovém zápisu nám proto postačí u složek jeden index. V písmu vyznačujeme vektorové veličiny buď tučně (boldface) anebo šipkou nad příslušným písmenem, např. {\displaystyle {\boldsymbol {F}}} nebo {\displaystyle {\vec {F}}}. Příklad: síla, okamžitá rychlost.

- Tenzorové veličiny (tzv. tenzory). jsou určeny počtem hodnot (složek) rovným počtu os souřadné soustavy umocněným na tzv. řád tenzoru. Můžeme je také chápat jako další rozšiřování pojmu fyzikální veličina na uspořádanou n-tici vektorů, či n-tici takových n-tic vektorů apod., kde n značí počet tzv. složek. Ve složkovém zápisu nám postačí u složek tolik indexů, jaký je řád tenzoru. (Proto můžeme vektor nazvat též tenzorem 1. řádu a skalár tenzorem nultého řádu.) V písmu používáme zpravidla složkového zápisu (výjimečně se u tenzorů 2. řádu setkáváme se zápisem s oboustrannou šipkou nad příslušným symbolem), např. {\displaystyle \tau _{ij}}, {\displaystyle R_{kl}^{ij}}. Příklad: tenzor napětí, Riemannův tenzor křivosti.

- Speciální případ tenzoru, a sice antisymetrický tenzor druhého řádu, má (pouze v třírozměrném prostoru) stejný počet nezávislých složek, jako má vektor. Obvykle s ním jako s vektorem zacházíme, neboť se chová stejně s jedinou výjimkou – při změně orientace souřadných os nemění (na rozdíl od pravého vektoru) znaménko. Nazývá se proto pseudovektor nebo axiální vektor. Pseudovektory jsou všechny vektorové součiny pravých vektorů (definované také pouze v třírozměrném prostoru). Příklad: úhlová rychlost, moment síly, magnetická indukce.

- Skalárním součinem vektoru a pseudovektoru vznikne veličina určená stejně jako skalár pouze svou velikostí a jednotkou, ale měnící při změně orientace souřadných os své znaménko. Nazývá se proto pseudoskalár.

## Komplexní veličiny, spinory, kvaterniony
V některých případech je vhodné zapisovat jisté veličiny jako soubor více složek (komponent), i když tyto složky nemají vztah k prostorovým souřadnicím. Využívá se přitom skutečnosti, že tyto složky tvoří algebraické struktury s definovanými vlastnostmi, které umožňují u některých veličin a fyzikálních závislostí a zákonů zjednodušit zápis, usnadnit odvozování nebo zahrnout do jediného vztahu více jednodušších vztahů (podobně jako je tomu u vektorového zápisu).
Nejjednodušším případem takové dvousložkové struktury je komplexní číslo; dvojici veličin ve tvaru komplexního čísla (jedna veličina je jeho reálnou, druhá jeho imaginární částí) pak nazýváme komplexní veličinou. Komplexní zápis se s výhodou používá v mnoha oborech fyziky. Známé je použití pro harmonické kmitání a vlnění, zejména při řešení obvodů střídavého proudu a pro řešení šíření elektromagnetického vlnění (světla), umožňující po ztotožnění fáze s argumentem komplexního čísla převod diferenciálních závislostí na skládání vektorů v rovině (takové komplexní veličiny se nazývají fázory).
Také kvantová mechanika používá systematicky komplexní zápis pro stavy i operátory příslušející k pozorovatelným veličinám.
Spinory, vícekomponentní objekty tvořené zpravidla komplexními čísly, byly poprvé ve fyzice využity pro současný popis kvantového chování elektronů s odlišnou projekcí spinu na vybranou souřadnicovou osu W. Paulim v roce 1927 (dvoukomponentní spinory), P. Dirac použil 4komponentní spinory (bispinory) pro popis relativistického elektronu. V současnosti mají široké využití zejména v kvantové mechanice a kvantové teorii pole. Spinorová algebra ve 3rozměrném prostoru je blízká algebře vektorového součinu. Přesněji řečeno, matematicky se jedná o prvky fundamentální reprezentace Cliffordovy algebry.
Při spinorovém zápisu se v maticové reprezentaci používají Pauliho matice a jejich zobecnění (např. Diracovy γ matice).
Kvaterniony jsou 4komponentním zobecněním komplexních čísel. Uplatnily se v teoretické mechanice, postupně však byly nahrazovány vektorovým popisem. Výhody jejich použití ve fyzice doposud převažují u vybraných problémů prostorových otočení a jejich skládání.

## Prostorové ačasové rozložení veličiny; pole aprůběh
U mnoha fyzikálních veličin není důležitá pouze jejich hodnota, ale i způsob, jak se mění se změnou místa v prostoru nebo s časem. Pojem fyzikální veličiny tak můžeme rozšířit na celou tuto závislost:
- U intenzivních veličin, které můžeme vzhledem k jejich podstatě nebo díky velkému měřítku považovat za spojitě rozložené v (části) prostoru, je účelné uvažovat celé rozložení hodnot této veličiny jako celek – tzv. (fyzikální) pole této veličiny, jinak řečeno funkční závislost hodnoty (resp. hodnot všech složek) na poloze v prostoru.

Příklady: teplotní pole, pole elektrické intenzity
O fyzikální podstatě a vztazích veličin tak mohou vypovídat také trendy změny s polohou v prostoru, vyjádřené např. pomocí diferenciálních operátorů gradientu (pro skaláry), nebo divergence a rotace (pro vektory).
- Většinu veličin lze považovat za sled jejich hodnot v čase, který je díky protenzitě času (po částech) spojitý (hypotetické kvantování času neuvažujeme) - hovoříme o (časovém) průběhu veličiny, jinak řečeno funkční závislosti hodnoty (resp. hodnot všech složek) na čase.

Příklady: časový průběh polohy (= trajektorie), (časový) průběh akustického tlaku
O fyzikální podstatě a vztazích veličin tak mohou vypovídat také trendy časové změny, zejména rychlost změny (tj. derivace veličiny podle času), nebo (zejména u periodických a kvaziperiodických průběhů) spektrum získané harmonickou analýzou (případně cepstrum získané kvefrenční analýzou).

## Označení veličin
Názvy a značení veličin a jednotek je upraveno normativně. Do 80. let 20. století to byla řada norem ČSN 01 13xx, v 90. letech nahrazená českým vydáním řady mezinárodních norem ČSN ISO 31, a od r. 2007 postupně nahrazená řadou ČSN ISO/IEC 80000.
Je vhodné používat názvy veličin doporučené normou. V praxi se však lze běžně setkat s odlišnými názvy, lišícími se podle oboru použití (např. moment síly je v motorismu označován jako krouticí moment).
Veličiny se nejčastěji označují jednopísmennou, někdy i vícepísmennou (např. u tzv. podobnostních čísel) značkou, která je často její zkratkou, resp. počátečním písmenem jejího názvu v anglickém, latinském, případně německém či francouzském jazyce. Proto je zvykem (a z něj vzešlým doporučením normy) označovat písmenem t čas (původně lat. tempus, nyní angl. time), písmenem v rychlost (lat. velocitas, angl. velocity), písmenem a zrychlení (lat. acceleratio, angl. acceleration), písmenem m hmotnost (lat. massa, angl. mass) atd. Používají se písmena latinské abecedy nebo řecké alfabety (výjimečně i cyrilice). Z praktických důvodů jsou některé značky doplněné pravými dolními indexy (případně pravými horními indexy v závorce – kvůli odlišení od mocnin), které rozlišují různé veličiny stejného typu se stejnou doporučenou značkou. V některých oborech se používá i speciální diakritika, která buď označuje specifickou veličinu (pruh nad značkou pro průměrné či střední veličiny, vodorovné přeškrtnutí pro tzv. redukované veličiny, čárka či více čárek jako pravý horní index pro derivace, případně tečka či více teček nad značkou pro časové derivace) nebo její specifický charakter (šipka nad značkou pro vektor, oboustranná šipka pro tenzor 2. řádu, stříška pro operátorovou veličinu nebo fázor).
Značky veličin jsou obvyklé pro daný obor použití, u běžnějších veličin navíc normou doporučené, nemohou však být závazné pro všechny případy, už jenom proto, že abeceda a alfabeta mají omezený počet písmen. V odborných publikacích se proto pro rozlišení veličin se stejnou doporučenou značkou používají odlišná značení, neboť rozlišující indexy mohou být v některých případech nepraktické (např. hrozí-li záměna s označením složek či mocnin). Značky také odrážejí místní a dobovou technickou, kulturní a jazykovou tradici a proto jsou proměnlivé místem a časem: např. fyzikální práce se dříve často označovala písmenem A (z německého Arbeit), nyní je doporučeno W (z anglického work). Z praktických důvodů jsou často pro odlišení významu různé značky pro jednu a tutéž veličinu doporučeny i normou – např. fyzikální veličina délka se označuje písmenem l (lat. longitudo, angl. length = délka), ovšem jindy zase jako h (height = výška), d (distance = vzdálenost anebo diameter = průměr), r (radius = poloměr) apod. V každém případě je proto nutné pokaždé slovně uvádět, kterou konkrétní veličinu daná značka označuje (pokud to není zřejmé z kontextu).
Tuto relativní libovůli v označování veličin ovšem není možné přenášet na označování jednotek, které je naproti tomu naprosto závazné! Díky omezenému počtu základních veličin a dekadických předpon tak může být zajištěno jednoznačné a mezinárodně jednotné značení v dané soustavě jednotek. Používají se písmena latinské abecedy (výjimečně řecké alfabety – Ω pro ohm a μ pro mikro-; a také několik speciálních symbolů, např. %, ‰ a v ekonomických oborech též symboly měn jako €, $, £ …). Obecná norma pro veličiny a jednotky nepřipouští ani modifikace značek jednotek pomocí indexů. V praxi se však lze setkat s porušováním těchto zásad, a to jak s nestandardními značkami (např. v českém tisku jsou časté značky „pct“ a „vt“ pro procento a sekundu), tak s nedoporučeným indexováním, a to i v mnohých technických oborech, kde je to často i praktické. Energetici např. rozlišují megawatty tepelné (MWt) a elektrické (MWe) – korektní by bylo rozlišovat veličinu na tepelný a elektrický výkon elektrárenského bloku a používat jedinou jednotku MW. Podobným příkladem jsou "hmotnostní" a "objemová" procenta ve farmacii – správné je rozlišovat veličiny, tedy např. hmotnostní zlomek a objemový zlomek. Je potřeba si uvědomit, že jednotka stejně nemůže nést celou informaci o veličině a je vždy nutné slovně uvádět, kterou konkrétní veličinu daná jednotka reprezentuje (pokud to není zřejmé z kontextu), jinak hrozí záměna (např. u poměrových veličin vyjadřujících složení roztoku mají stejnou jednotku veličiny vztažené k celkovému množství roztoku i veličiny vztažené k množství rozpouštědla, a přitom se zásadně liší, např. molarita a objemová molalita).
Normy pro veličiny a jednotky předepisují pro značku veličiny použití kurzivy (skloněného písma) a pro značku jednotky použití antikvy (stojatého písma) bez ohledu na druh písma ostatního textu. Indexy u značek veličin mají být kurzivou, pokud samy reprezentují veličinu, a antikvou v opačných případech (proto se např. značí objemový průtok QV, ale Avogadrova konstanta NA).

## Vztahy mezi veličinami

### Fyzikální zákony aveličinové rovnice
Vztahy mezi veličinami jsou (vedle definičních vztahů odvozených veličin) dány přírodními zákony. Rovnice zapsané vztahy mezi veličinami se nazývají veličinové rovnice.
Dosavadní empirické zkoumání obecných zákonitostí přírody potvrzuje, že při vhodné volbě veličin pro jejich popis lze vztahy vyjádřit buď jednoduchými součty nebo součiny a podíly mocninných funkcí, nebo diferenciálními vztahy s derivacemi do druhého řádu, vedoucími na součty, součiny a podíly nejen mocninných, ale i exponenciálních, logaritmických nebo goniometrických závislostí. (Diferenciální vztahy lze pochopitelně zapsat i v integrálním tvaru.) S nadsázkou lze říci, že řády derivací vyšší než 2 Bůh/příroda nepotřebuje.
V některých veličinových rovnicích se též vyskytují číselné koeficienty.
Příklady veličinových rovnic:
1. {\displaystyle p=b_{0}+h\rho g\,\!}
2. {\displaystyle E_{k}={\tfrac {1}{2}}mv^{2}}
3. {\displaystyle {\boldsymbol {F}}=Q({\boldsymbol {E}}+{\boldsymbol {v}}\times {\boldsymbol {B}})} resp. {\displaystyle {\vec {F}}=Q({\vec {E}}+{\vec {v}}\times {\vec {B}})}
4. {\displaystyle \rho ={\frac {\mathrm {d} m}{\mathrm {d} V}}}
5. {\displaystyle \oint _{S}{\boldsymbol {D}}\cdot \mathrm {d} {\boldsymbol {A}}=Q} resp. {\displaystyle \oint _{S}{\vec {D}}\cdot \mathrm {d} {\vec {A}}=Q}
6. {\displaystyle \left({\frac {\partial U}{\partial V}}\right)_{T}=T\left({\frac {\partial p}{\partial T}}\right)_{V}-p}
7. {\displaystyle y=r\mathrm {e} ^{-bt}\sin(\omega t+\varphi )}

Z veličinových rovnic plynou i rovnice pro jednotky a rovnice pro číselné hodnoty.

### Jednotkové rovnice
Jednotkovou rovnicí rozumíme rovnici zapsanou jako vztah mezi jednotkami. Od veličinových rovnic se liší tím, že jsou v nich (v obecném zápisu) vynechány číselné koeficienty a matematické operátory derivování a integrace (protože derivování je limitní dělení, integrace součet limitních součinů) a součty (rozdíly) nahrazeny rovnostmi.
Klást do rovnosti lze pouze jednotky stejné kvality. Proto jednotkové rovnice slouží jako definiční rovnice nových jednotek. Protože je zvykem používat tzv. lineárních jednotek, tj. jednotek definovaných pouze vzájemnými součiny a podíly (tedy celočíselnými mocninami), nevyskytují se v jednotkových rovnicích lineárních jednotek ani žádné exponenciální, logaritmické nebo goniometrické funkce. Naopak je nutné, aby pro jejich argumenty platilo, že mají jednotku 1 (jedna), pro každý argument lze proto napsat další jednotkovou rovnici. Pro veličiny v argumentech goniometrických a exponenciálních funkcí se někdy zavádějí speciální úhlové resp. logaritmické jednotky.
Příklady jednotkových rovnic v obecném zápisu:
1. {\displaystyle [p]=[b_{0}]=[h]\cdot [\rho ]\cdot [g]}
2. {\displaystyle [E_{k}]=[m]\cdot [v]^{2}}
3. {\displaystyle [F]=[Q]\cdot [E]=[Q]\cdot [v]\cdot [B]}
4. {\displaystyle [\rho ]={\frac {[m]}{[V]}}}
5. {\displaystyle [D]\cdot [A]=[Q]}
6. {\displaystyle {\frac {[U]}{[V]}}=[T]\cdot {\frac {[p]}{[T]}}=[p]}
7. {\displaystyle [y]=[r]\,\!}

{\displaystyle [b]\cdot [t]=1}
{\displaystyle [\omega ]\cdot [t]=[\varphi ]=1}
Jednotky lze tedy vyjádřit jako vzájemné součiny (mocniny) a podíly jiných jednotek. V případě, že tyto definiční jednotkové vztahy konkrétních jednotek jsou bez dalších číselných koeficientů, hovoříme o vzájemně koherentních jednotkách. Nekoherentní jednotky (mimo jiné i tzv. násobky a díly) vyžadují ve veličinových rovnicích dodatečné číselné koeficienty.
Příklad poslední jednotkové rovnice z předchozích příkladů:
- v koherentních jednotkách

{\displaystyle [\omega ]=\mathrm {s} ^{-1}}, {\displaystyle [t]=\mathrm {s} }
{\displaystyle \mathrm {s} ^{-1}\cdot \mathrm {s} =1}
- v nekoherentních jednotkách

{\displaystyle [\omega ]=\mathrm {s} ^{-1}}, {\displaystyle [t]=\mathrm {min} }
{\displaystyle \mathrm {s} ^{-1}\cdot {\tfrac {1}{60}}\,\mathrm {min} =1}
nebo
{\displaystyle [\omega ]=\mathrm {s} ^{-1}}, {\displaystyle [t]=\mathrm {ms} }
{\displaystyle \mathrm {s} ^{-1}\cdot 1000\,\mathrm {ms} =1}

### Rovnice mezi číselnými hodnotami
Rovnice mezi číselnými hodnotami jsou vztahy zapsané jako rovnice číselných hodnot vyjádřených v určitých jednotkách. U vektorově zapsaných veličinových rovnic existuje rovnice mezi číselnými hodnotami pro každou složku.
Rovnice mezi číselnými hodnotami závisejí na volbě jednotek, kterým jednotlivé číselné hodnoty příslušejí. V těchto rovnicích musí být zachovány číselné koeficienty a dodrženy všechny matematické operace.
V případě nekoherentních jednotek je u příslušné číselné hodnoty nutno doplnit převrácenou hodnotu koeficientu z jednotkové rovnice u příslušné jednotky.
Z tohoto důvodu je vhodné při vyčíslování fyzikálních vztahů provádět vše v koherentních jednotkách (dílčí hodnoty na ně převést) a teprve výsledek poté vyjádřit v požadované (i nekoherentní) jednotce, např. ve vhodně velkém dekadickém násobku.

### Racionalizace
V některých veličinových rovnicích se též vyskytují číselné koeficienty. Při zavádění nových veličin je snahou, aby výskyt těchto koeficientů byl ve fyzikálních vztazích minimalizován, a ve zbylých případech byl vyjádřen malými celými čísly, případně číslem {\displaystyle \pi }, a to pouze tam, kde jsou z jistých důvodů tyto koeficienty „oprávněné“. Hovoříme o tzv. racionalizaci.
Pozn.: Ne vždy jde totiž koeficienty beze zbytku odstranit. V každém jednotlivém vztahu toho sice docílit lze, ale díky vzájemné provázanosti prostřednictvím fyzikálních zákonů se „necitlivým“ odstraněním koeficientů v jednom vztahu objeví koeficienty v mnoha dalších vztazích.
Jako příklad rozumného koeficientu lze uvést polovinový koeficient ve druhém příkladu veličinové rovnice. Vznikl totiž jako integrační koeficient při integraci první mocniny rychlosti; zjednodušeně:
{\displaystyle \int mv\mathrm {d} v={\tfrac {1}{2}}mv^{2}}
Racionalizace je zejména diskutovaná u výrazů, kde se objevují sudé násobky {\displaystyle \pi }. Ty jsou projevem geometrických vlastností daných jevů.
Koeficient {\displaystyle 2\pi } (plný rovinný úhel) se „oprávněně“ vyskytuje u situací souvisejících s kruhovou symetrií v rovině (vztah mezi poloměrem a obvodem kruhu, vztah mezi obvodovou a úhlovou rychlostí apod.) resp. válcovou symetrií v prostoru (magnetické pole přímého vodiče – Ampérův zákon).
Koeficient {\displaystyle 4\pi } (plný prostorový úhel) se „oprávněně“ vyskytuje u situací souvisejících s kulovou symetrií v prostoru (vztah mezi poloměrem a povrchem koule, elektrické pole bodového náboje – Coulombův zákon).
U neracionalizovaných veličinových vztahů se však tyto koeficienty vyskytují i jinde, kde postrádají opodstatnění.
Příklad vlivu racionalizace:
| veličinový vztah         | racionalizovaný vztah                                                                        | neracionalizovaný vztah                                          |
|                          | Soustava SI                                                                                  | Soustava Gaussova (CGS)                                          |
| Coulombův zákon ve vakuu | {\displaystyle F={\frac {1}{4\mathrm {\pi } \varepsilon _{0}}}{\frac {QQ^{\prime }}{r^{2}}}} | {\displaystyle F={\frac {QQ^{\prime }}{r^{2}}}}                  |
| Elektrická indukce       | {\displaystyle {\vec {D}}=\varepsilon _{0}{\vec {E}}+{\vec {P}}}                             | {\displaystyle {\vec {D}}={\vec {E}}+4\mathrm {\pi } {\vec {P}}} |

Ve vztahu pro Coulombův zákon je koeficient {\displaystyle 4\pi } „oprávněný“ vzhledem k všesměrové symetrii pole bodového náboje, ve vztahu pro elektrickou indukci naopak „neoprávněný“ (vztah platí i pro homogenní pole, kde {\displaystyle 4\pi } nedává smysl).
Racionalizace je otázkou konvence. Například v soustavě SI jsou racionalizované vztahy elektromagnetických veličin, nikoli však vztahy pro gravitační silové působení.

## Soustavy fyzikálních veličin ajednotek
K popsání různých fyzikálních aspektů reality potřebujeme velký soubor různých veličin. Soubor těchto veličin (a jejich jednotek) propojených vzájemnými definičními vztahy nazýváme soustavou fyzikálních veličin a jednotek. Snahou je vytvoření soustavy koherentní (ve které jsou všechny hlavní jednotky vzájemně koherentní) pro snazší práci s číselnými hodnotami.
V současnosti rozšířenými jsou následující soustavy:
- Mezinárodní soustava SI
- Gaussova soustava CGS
- Heavisideova-Lorentzova soustava

a některé soustavy přirozených jednotek, vycházející z výše uvedených tří.

### Základní veličiny azákladní jednotky
Všechny fyzikální veličiny lze definovat pomocí několika málo tzv. základních veličin, které lze považovat za vzájemně nezávislé. Kolik veličin a které veličiny budeme považovat za základní, je věcí volby. Za základní veličiny se zpravidla volí ty, které popisují nejzákladnější, vzájemně nezávislé fyzikální aspekty reality.
V mechanice jsou těmito veličinami zpravidla tři následující:
- délka (vyjadřující základní geometrické vlastnosti materiálního světa a rozprostraněnost konkrétních i abstraktních materiálních objektů),
- čas (vyjadřující následnost událostí a umožňující vyjádření změn a pohybů),
- hmotnost (vyjadřující setrvačné vlastnosti hmotných objektů a charakterizující jejich schopnost gravitačně silově působit).

Pro oblast termiky a příbuzných jevů k těmto jednotkám přistupuje
- teplota (vyjadřující makroskopické projevy intenzity mikroskopického chaotického pohybu ustálených souborů velkého množství částic).

Pro oblast elektromagnetických jevů postačuje jediná další veličina. V historických a současných soustavách za ni byla volena zpravidla jedna z následujících:
- elektrický náboj (charakterizující schopnost hmotných objektů elektricky silově působit) nebo
- elektrický proud (charakterizující průchod náboje za jednotku času).

Je také možné vyjít z vybraného zákona elektromagnetického silového působení, nezavádět novou základní veličinu a definovat elektromagneticky specifické veličiny výhradně pomocí základních veličin mechaniky (toto je přístup všech variant elektromagnetických veličin a jednotek soustavy CGS).
V některých soustavách je z praktických důvodů zavedena specifická základní veličina pro (zpravidla velký) počet entit:
- látkové množství.

Praxe ukázala, že je vhodné pro oblast optiky oddělit od sebe zářivé vlastnosti obecného elektromagnetického vlnění (vyjadřované pomocí elektromagnetických a radiometrických veličin) a zářivé vlastnosti světla, tedy viditelné části tohoto záření. Z těchto důvodů se zpravidla doplňuje ještě jedna fotometrická základní veličina, například:
- svítivost nebo
- světelný tok.

Každé základní veličině přísluší jedna hlavní jednotka, tzv. základní jednotka. Pomocí základních jednotek jsou jednotkovými rovnicemi definovány hlavní jednotky všech odvozených veličin.

### Fyzikální rozměr arozměrové rovnice
Závislost odvozené veličiny na veličinách základních můžeme vyjádřit fyzikálním rozměrem. Rozměr nějaké veličiny je dán součinem racionálních (zpravidla celočíselných či poločíselných) mocnin rozměrů základních veličin (téže soustavy jednotek). Exponenty v mocninách základních veličin nazýváme rozměrovými exponenty. Rozměr je proti definiční veličinové rovnici zjednodušeným výrazem, pro svou jednoduchost je však velmi výhodný a hraje významnou úlohu v oboru fyzikální podobnosti a v teorii dimenzí.
Rozměr veličiny X obecně zapisujeme jako dim X.
Rozměrové symboly základních veličin zapisujeme zpravidla stojatými velkými písmeny, odpovídající písmenu značky (symbolu) veličiny. V SI jsou to:
- L pro délku
- M pro hmotnost
- T pro čas
- I pro elektrický proud
- Θ pro teplotu
- N pro látkové množství
- J pro svítivost

Rozměrový součin pak zapíšeme tak, jak ukazují následující příklady pro rychlost a pro tepelnou vodivost:
- dim v = L T−1 nebo dim v = L1 M0 T−1 I0 Θ0 N0 J0
- dim Λ = L2 M T−3 Θ−1 nebo dim Λ = L2 M1 T−3 I0 Θ1 N0 J0

Pozn.: Soustavy, které nemají samostatnou základní jednotku pro elektromagnetické jevy, mohou mít rozměrové exponenty polovinové. Naproti tomu soustava SI má všechny rozměrové exponenty důsledně celočíselné.
Veličiny, jejichž všechny rozměrové exponenty jsou nulové, nazýváme bezrozměrovými, nebo říkáme, že mají rozměr 1 (jedna).
Rozměr popisuje pouze vztah veličiny k základním veličinám, necharakterizuje však její podstatu. Stejný rozměr mohou mít i veličiny zcela rozdílného charakteru (například teplo a moment síly).
Obecná rozměrová rovnice se vytvoří z veličinové rovnice podle stejných zásad, jako rovnice jednotkové s tím, že místo symbolů jednotky dané veličiny [X] píšeme symboly rozměru dim X. Vyčíslením ve tvaru rozměrových součinů pak lze rozměrovou rovnicí provést jistou částečnou zkoušku kvalitativní správnosti veličinové rovnice.

### Násobky adíly jednotek
Vedle jediné koherentní jednotky pro každou veličinu soustavy (tzv. hlavní jednotky) je pro praktické použití vhodné zavádět názvy a symboly i pro vybrané násobky a díly této hlavní jednotky, abychom nemuseli uvádět číselné hodnoty s mnoha řády.
Protože se používá dekadický zápis čísel, jsou ve všech moderních soustavách používány dekadické násobky a díly. Ustálilo se jejich tvoření pomocí předpon k hlavním jednotkám, které mají své značky, připojované zleva ke značce hlavní jednotky. Přehled podává následující tabulka:
| činitel | předpona            | značka      |
| 1030    | quetta              | Q           |
| 1027    | ronna               | R           |
| 1024    | yotta               | Y           |
| 1021    | zetta               | Z           |
| 1018    | exa                 | E           |
| 1015    | peta                | P           |
| 1012    | tera                | T           |
| 109     | giga                | G           |
| 106     | mega                | M           |
| 103     | kilo                | k           |
| 102     | hekto               | h           |
| 101     | deka                | da          |
| 10−1    | deci                | d           |
| 10−2    | centi               | c           |
| 10−3    | mili                | m           |
| 10−6    | mikro               | μ           |
| 10−9    | nano                | n           |
| 10−12   | piko                | p           |
| 10−15   | femto               | f           |
| 10−18   | atto                | a           |
| 10−21   | zepto (dříve banto) | z (dříve b) |
| 10−24   | yokto               | y           |
| 10−27   | ronto               | r           |
| 10−30   | quecto              | q           |

### Speciální výrazy pro odvozené veličiny
Některé odvozené veličiny jsou si podobné svým charakterem a způsobem svého odvození a mají proto i obdobné názvy. Mezi takové skupiny stejně nazývaných veličin patří například:
- Součinitele a činitele: Mějme za určitých okolností veličinu A úměrnou veličině B ({\displaystyle A=k\cdot B}). Mají-li A a B různé fyzikální rozměry, nazývá se veličina k zpravidla součinitel (někdy též modul); mají-li rozměry stejné, nazývá se činitel.
Příklady: teplotní součinitel délkové roztažnosti, Hallův součinitel, součinitel difuze, součinitel přestupu tepla; modul pružnosti v tahu; činitel vazby, činitel tření, činitel pohltivosti
- Konstanty jsou fyzikální veličiny, které jsou stejné buď za všech okolností (tzv. univerzální konstanty), nebo pro danou látku (tzv. látkové konstanty) nebo za jistých okolností.
Příklady: gravitační konstanta, Planckova konstanta, Boltzmannova konstanta, rozpadová konstanta (určitého nuklidu), rovnovážná konstanta chemické reakce (závisí na reagentech i teplotě)
- Intenzivní protějšky extenzivních veličin:
  - Měrný nebo hmotnostní + název veličiny  je podíl této veličiny a hmotnosti.
Příklady: měrná tepelná kapacita, měrná entropie, hmotnostní aktivita
  - Molární + název veličiny  je podíl této veličiny a látkového množství.
Příklady: molární objem, molární tepelná kapacita, molární entropie
  - Objemový nebo hustota + název veličiny  je podíl této veličiny a objemu.
Příklady: objemová hmotnost (pro sypké materiály se liší od hustoty (hmotnosti)), hustota elektrického náboje, objemová energie neboli hustota energie
  - Plošný nebo plošná hustota + název veličiny  je podíl této veličiny a obsahu plochy.
Příklady: plošná hmotnost, plošná hustota elektrického náboje
  - Délkový nebo lineární hustota + název veličiny  je podíl této veličiny a délky.
Příklady: délková hmotnost, lineární hustota elektrického náboje
  - Hustota + název veličiny vyjadřující tok nebo proud  je podíl této veličiny a obsahu plochy, kterou kolmo protéká. Výsledek v podobě vektoru může udávat i směr toku v daném místě.
Příklady: hustota tepelného toku, hustota elektrického proudu, hustota proudu částic
  - Název veličiny jako přídavné jméno + koncentrace  vyjadřuje zastoupení dané složky ve směsi. Je to podíl této veličiny pro danou složku směsi a celkového objemu směsi.
Příklady: molární koncentrace, objemová koncentrace, hmotnostní koncentrace
  - Název veličiny jako přídavné jméno + zlomek  rovněž vyjadřuje zastoupení dané složky ve směsi. Je to bezrozměrný podíl hodnoty této veličiny pro danou složku a součtu hodnot této veličiny pro všechny složky.
Příklady: hmotnostní zlomek, objemový zlomek, molární zlomek
- Extenzivní protějšky intenzivních veličin:
  - Tok + název veličiny popisující vektorové pole {\textstyle {\vec {V}}}  je (pro homogenní pole) součin obsahu určité plochy S a složky této veličiny ve směru normály k této ploše či (obecně) {\textstyle \int _{S}{\vec {V}}\cdot d{\vec {S}}}.
Příklady: tok intenzity elektrického pole, magnetický indukční tok (tj. tok magnetické indukce)

### Úhlové veličiny ajednotky
Jak již bylo výše řečeno u jednotkových rovnic, argument goniometrických funkcí má jednotku 1 a je bezrozměrný. Vyjadřuje nejčastěji veličinu zvanou fáze (u periodických jevů) nebo rovinný úhel (např. u rotačního pohybu).
Rovinný úhel je proto bezrozměrná veličina. Je definovaná jako podíl délky oblouku kružnice vytknutého tímto rovinným úhlem s vrcholem v jejím středu a poloměrem této kružnice. Někdy se místo jednotky 1 používá speciální název radián (značka rad).
Plný rovinný úhel tedy je podílem obvodu kružnice a jejího poloměru a činí {\displaystyle 2\pi }. Tato hodnota se proto vyskytuje ve veličinových rovnicích u situací souvisejících s kruhovou symetrií v rovině resp. válcovou symetrií v prostoru.
Podobně prostorový úhel je bezrozměrná veličina, definovaná jako podíl plochy vytknuté tímto prostorovým úhlem na povrchu koule s vrcholem v jejím středu a druhé mocniny poloměru této koule. Někdy se místo jednotky 1 používá speciální název steradián (značka sr).
Plný prostorový úhel tedy je podílem povrchu koule a jejího poloměru a činí {\displaystyle 4\pi }. Tato hodnota se proto vyskytuje ve veličinových rovnicích u situací souvisejících s kulovou symetrií v prostoru.
Obě úhlové veličiny měly dříve v soustavě SI postavení blízké základním veličinám; byly nazývány doplňkovými veličinami s vlastním rozměrovým symbolem (α resp. Ω) a radián a steradián doplňkovými jednotkami. V současnosti se od toho upustilo a oba úhly jsou odvozenými bezrozměrnými veličinami.

### Logaritmické veličiny ajednotky
Jak již bylo výše řečeno u jednotkových rovnic, argument exponenciálních funkcí má jednotku 1 a je bezrozměrný. U periodických tlumených nebo zesilovaných jevů vyjadřuje veličinu zvanou logaritmický dekrement tlumení nebo logaritmický inkrement zesílení. V tomto případě se často místo jednotky 1 používá speciální název neper (značka Np).
Jednotka neper se používá všude tam, kde zesílení/zeslabení amplitudy periodického děje vyjadřujeme místo podílu amplitud logaritmickou funkcí tohoto podílu. Takto definovaná funkce dvou hodnot jisté veličiny se zpravidla nazývá hladina této veličiny a je definována dvěma způsoby:
- Hladina „veličiny pole“ se definuje jako (přirozený) logaritmus poměru dvou amplitud:

{\displaystyle L_{F}=\ln {\frac {F}{F_{0}}}}
„Veličinou pole“ se přitom může rozumět např. intenzita el. pole, magnetická indukce, el. proud, el. napětí, akustický tlak.
Hladina „veličiny pole“ je 1 Np, je-li hodnota „veličiny pole“ F e-krát větší než referenční hodnota F0.
- Hladina „veličiny výkonu“ se definuje jako jedna polovina (přirozeného) logaritmu poměru dvou „výkonů“ (tj. veličin úměrných dvojmoci amplitudy „veličiny pole“):

{\displaystyle L_{P}={\frac {1}{2}}\ln {\frac {P}{P_{0}}}}
„Veličinou výkonu“, tj. veličinou úměrnou dvojmoci amplitudy „veličiny pole“, se přitom může rozumět např. výkon elektrického proudu, zářivá energie nebo výkon elektromagnetického vlnění, akustický výkon nebo akustická intenzita (dříve intenzita zvuku).
Hladina „veličiny výkonu“ je 1 Np, je-li hodnota „veličiny výkonu“ P e²krát větší než referenční hodnota P0 (tj. hodnota „veličiny pole“, jejíž dvojmoci je „veličina výkonu“ úměrná, opět e-krát větší než referenční hodnota).
Rozdílnou definicí obou hladin je zajištěno, že v každém jednotlivém konkrétním případě mají stejnou velikost:
{\displaystyle L_{P}={\frac {1}{2}}\ln {\frac {P}{P_{0}}}={\frac {1}{2}}\ln {\frac {F^{2}}{F_{0}^{2}}}=\ln {\frac {F}{F_{0}}}=L_{F}}
U  akustických veličin se často používá definice hladiny pomocí dekadického logaritmu, pak se místo jednotky neper používá jednotky bel (značka B).
- Hladina „veličiny pole“:

{\displaystyle L_{F}=2\log {\frac {F}{F_{0}}}}
Hladina „veličiny pole“ je 1 B, je-li hodnota „veličiny pole“ F {\displaystyle {\sqrt {10}}}-krát větší než referenční hodnota F0.
- Hladina „veličiny výkonu“

{\displaystyle L_{P}=\log {\frac {P}{P_{0}}}}
Hladina „veličiny výkonu“ je 1 B, je-li hodnota „veličiny výkonu“ P 10krát větší než referenční hodnota P0 (tj. hodnota „veličiny pole“, jejíž dvojmoci je „veličina výkonu“ úměrná, opět {\displaystyle {\sqrt {10}}}-krát větší než referenční hodnota).
- V technické praxi se častěji používá desetina jednotky bel, 1 decibel. Pak se definiční vztahy hladin liší násobkem 10:

{\displaystyle L_{F}=20\log {\frac {F}{F_{0}}}}
{\displaystyle L_{P}=10\log {\frac {P}{P_{0}}}}